# فيديريكو فرنانديز (فارس)
فيديريكو فرنانديز (بالإسبانية: Federico Fernández Senderos)‏ هو فارس ‏ مكسيكي، ولد في 2 مارس 1968 في Nopalucan ‏ في المكسيك.

## وصلات خارجية
- فيديريكو فرنانديز على موقع الاتحاد الدولي للفروسية (الإنجليزية)
- فيديريكو فرنانديز على موقع FEI (رابط بديل) (الإنجليزية)
- فيديريكو فرنانديز على موقع اللجنة الأولمبية الدولية (الإنجليزية)
- فيديريكو فرنانديز على موقع أوليمبيديا (الإنجليزية)